# Die Hochzeit von Lyon

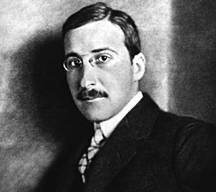
Stefan Zweig (ca. 1912)

Die Hochzeit von Lyon ist eine 1927 erschienene Erzählung des österreichischen Autors Stefan Zweig. Sie behandelt die Hochzeit zweier Verurteilter im Lyon der Französischen Revolution.

## Hintergrund
Man kann davon ausgehen, dass Die Hochzeit von Lyon im Zuge von Zweigs Arbeit an seiner Biografie über Joseph Fouché entstand. Später beschäftigte sich Zweig auch in einer Biografie Marie Antoinettes, in den Dramen Das Lamm des Armen und Adam Lux sowie in zwei Episoden aus den Sternstunden der Menschheit mit der Französischen Revolution. Sein Interesse war möglicherweise von der zeitgenössischen Russischen Revolution geweckt worden. Die Erzählung erschien illustriert von Ottomar Starke im August 1927 in der Uhu. Später wurde sie auch im Zagreber Morgenblatt, in der Wiener Zeitung Moderne Welt, im Pester Lloyd und in den Münchner Neuesten Nachrichten veröffentlicht. Sie wurde zu Zweigs Lebzeiten in keine Sammelbände aufgenommen.

## Inhalt
Die Erzählung findet Ende 1793 in einem Lyon statt, das von der Revolution durch Joseph Fouché und Jean-Marie Collot d’Herbois brutal für einen Aufstand bestraft wird. In einem Gefängnis trifft sich ein junges Liebespaar wieder, das sich in den Wirren des Aufstandes verloren hatte. Trotz des Todesurteils sind beide ungetrübt; auch die Trauer des Mädchens, den Geliebten nie geheiratet zu haben, verfliegt, als sich ein Priester unter den Mithäftlingen meldet. An einem provisorischen Altar werden Braut und Bräutigam getraut, die ihre Hochzeitsnacht in einem Keller verbringen. Obwohl die namensgebende Hochzeit von Lyon bei allen Häftlingen die Hoffnung auf ein Wunder geweckt hatte, werden alle am folgenden Tag erschossen. Ihre Leichen landen in der Rhône.

## Rezeption und Forschung
Die Hochzeit von Lyon wurde von der Forschung nur wenig beachtet, möglicherweise wegen des ungewöhnlichen Schauplatzes. Zweig siedelte seine Erzählungen nämlich üblicherweise im Großbürgertum des Wiener Fin de Siècle an, nicht in der Französischen Revolution. Das Hauptmotiv ist das Zusammentreffen der Hoffnung der Liebenden und der Terror der Revolution, bei der die Grausamkeit den Sieg davonträgt. Für Zweig typisch ist hierbei, dass er die Unterlegenen als seine Helden auswählt.